# Tony Klein
Tony Klein (* 1987) ist ein deutscher Ökonom und Finanzmathematiker.

## Leben
Nach dem Abitur und Wehrdienst studierte Klein bis 2013 Finanzmathematik an der Technischen Universität Dresden. Ab 2013 war er wissenschaftlicher Mitarbeiter am Lehrstuhl für Finanzwirtschaft von Hermann Locarek-Junge und promovierte dort 2017 (summa cum laude). Für seine Dissertation erhielt er den Dr. Feldbausch-Förderpreis für die beste wirtschaftswissenschaftliche Dissertation 2017 an der TU Dresden. Während seiner Promotionszeit war er Gastdoktorand an der University of Memphis.
Von 2018 bis 2024 war Klein erst Lecturer und später Senior Lecturer an der Queen’s University Belfast in Großbritannien. Dort leitete er den Masterstudiengang Finanzwirtschaft. Während dieser Zeit war Klein auch Gastprofessor an der Universität Barcelona. Seit Februar 2024 ist Klein Inhaber des Lehrstuhls für Finanzwirtschaft an der Technischen Universität Chemnitz. Im Ranking der Wirtschafts Woche/Handelsblatt zählte Klein zu den Top 100 der forschungsstärksten Betriebswirte unter 40 (SJR basierende Rankings).
Klein ist Chief Editor bei der Fachzeitschrift Finance Research Letters (seit 2024, Senior Editor 2019–2024) und Associate Editor bei den Fachzeitschriften Journal of Climate Finance (seit 2023) und Development and Sustainability in Economics and Finance (seit 2024).

## Forschung
Seine Forschung umfasst ökonometrische Modellierung und Maschinelles Lernen im Bereich der Finanzwirtschaft, speziell auch in Rohstoff- und Energiemärkten. Sein Artikel "Bitcoin is not the New Gold" vergleicht die Kryptowährung Bitcoin mit traditionellen Anlageklassen wie bspw. Gold und Aktien. Es wird dabei festgestellt, dass unabhängig von den jeweiligen Eigenschaften, sich Gold und Bitcoin als Anlageklasse vollkommen unterschiedlich verhalten. Die Arbeit ist vielfach zitiert und erhielt die Auszeichnung für die beste Arbeit im Jahr 2020 aller in der Fachzeitschrift International Review of Financial Analysis veröffentlichten Artikel im Zeitraum 2018 bis 2020.

## Schriften (Auswahl)
- mit T. Walther: Oil Price Volatility Forecast with Mixture-Memory-GARCH Models. In: Energy Economics Vol. 58, 2016, S. 46–58, doi:10.1016/j.eneco.2016.06.004
- mit H. Pham Thu, T. Walther: Bitcoin Is Not the New Gold: A Comparison of Volatility, Correlation, and Portfolio Performance. In: International Review of Financial Analysis Vol. 58, 2018, S. 105–116, doi:10.1016/j.irfa.2018.07.010
- Trends and Contagion in WTI and Brent Crude Oil Spot and Futures Markets - The Role of OPEC in the last Decade. In: Energy Economics Vol. 75, 2018, S. 636–646, doi:10.1016/j.eneco.2018.09.013
- mit T. Walther, E. Bouri.: Exogenous Drivers of Bitcoin and Cryptocurrency Volatility – A Mixed Data Sampling Approach to Forecasting. In: Journal of International Financial Markets, Institutions & Money, Volume 63, 101133, 2019 doi:10.1016/j.intfin.2019.101133
- A Note on GameStop, Short Squeezes, and Autodidactic Herding: An Evolution in Financial Literacy?  In: Finance Research Letters, forthcoming, 2021, doi:10.1016/j.frl.2021.102229
- mit S. Degiannakis, G. Filis, T. Walther: Forecasting Realized Volatility of Agricultural Commodities. In: International Journal of Forecasting, Vol. 38, 2022, S. 74–96, doi:10.1016/j.ijforecast.2019.08.011
- mit J. Luo, H. Hou, Q. Li: Forecasting Realized Volatility of Agricultural Commodity Futures with Infinite Hidden Markov HAR Models. In: International Journal of Forecasting, Vol.  38, 2022, S. 51–73, doi:10.1016/j.ijforecast.2019.08.007
- mit T. Basse, S. Vigne, C. Wegener.: U.S. stock prices and the dot.com-bubble: Can dividend policy rescue the efficient market hypothesis? In: Journal of Corporate Finance, Vol.  67, 2021, 101892, doi:10.1016/j.jcorpfin.2021.101892
- Agree to Disagree? Predictions of U.S. Nonfarm Payroll Changes between 2008 and 2020 and the Impact of the COVID19 Labor Shock. In: Journal of Economic Behavior and Organization, Vol. 194, 2022, S. 264–286, doi:10.1016/j.jebo.2021.11.028
- mit S. Loßagk, M. Straßberger, T. Walther: Modern Finance and Risk Management – Festschrift in Honour of Hermann Locarek-Junge (= Transformations in Banking, Finance and Regulation. Band 4). World Scientific, London 2022, ISBN 978-1-80061-190-0, S. 247–267, doi:10.1142/q0351 (E-Book-ISBN 978-1-80061-192-4).
- mit H. Chuliá, J. A. Muñoz Mendoza, J. M. Uribe: Vulnerability of European Electricity Markets: A Quantile Connectedness Approach. In: Energy Policy, Vol. 184, 2024, 113862, doi:10.1016/j.enpol.2023.113862
- mit Y. Ren, P. Liu, L. Sheenan: Does the Low-Carbon Pilot Cities Policy Make a Difference to the Carbon Intensity Reduction? In: Journal of Economic Behavior and Organization, Vol.  217, 2024, S. 22–-239, doi:10.1016/j.jebo.2023.10.032
- mit Y. Ren, X. Kuang: Does the urban–rural income gap matter for rural energy poverty? In: Energy Policy, Vol. 186, 2024, 113977, doi:10.1016/j.enpol.2023.113977
- Investor behavior in times of conflict: A natural experiment on the interplay of geopolitical risk and defense stocks. In: Journal of Economic Behavior and Organization, Vol. 222, 2024, S. 294–313. doi:10.1016/j.jebo.2024.04.020

## Preise und Auszeichnungen
- 2016: AMFET Best Paper Award zusammen mit Thomas Walther für die Arbeit "True or Spurious Long Memory in European Non-EMU Currencies"[5]
- 2017: Best Student Paper Award für die Arbeit "Trends and Contagion in WTI and Brent Crude Oil Spot and Futures Markets - The Role of OPEC in the last Decade" auf der 40. Internationalen Konferenz der International Association for Energy Economics (IAEE)[6]
- 2018: Dr. Feldbausch Preis für die beste Dissertation an der Fakultät Wirtschaftswissenschaften der Technischen Universität Dresden 2017
- 2020: Tom Fetherston Prize, Best Paper Award der Fachzeitschrift International Review of Financial Analysis für "Bitcoin Is Not the New Gold: A Comparison of Volatility, Correlation, and Portfolio Performance"[7][8]